# Telekom Malaysia
Telekom Malaysia è la più grande compagnia di telecomunicazioni in Malaysia.
Ha il monopolio nelle reti fisse e una considerevole fetta di mercato nelle comunicazioni mobili dopo la sua acquisizione di Celcom e fondendo la sua parte mobile, TMTouch.
Ha un fornitore di servizi internet sussidiaria (TMNet) offrendo sia una connessione alla rete lenta che a banda larga.
La connettività a banda larga è fornita tramite DSL sotto il marchio Streamyx di TMNet.
È l'unico fornitore di servizi bandalarga  DSL nel paese a causa della questione dell'ultimo miglio.
Nel 2005 ha cambiato il suo logo in TM.